# ScaRNA
ScaRNA는 소핵리보핵산단백질(snRNP)의 생성에 관여하는 핵 소기관(세포 하위 소기관)인 Cajal Body에 특이적으로 국한되는 소핵소체 RNA(snoRNA)의 한 종류이다. ScaRNA는 스플라이소솜 RNA U1, U2, U4, U5, U12를 전사한 RNA 중합효소 II의 변형(메틸화 및 pseudouridylation)을 안내한다.
첫 번째로 확인된 ScaRNA는 U85이다. 복합 C/D box 및 H/ACA box snoRNA이며, pseudouridylation과 2'-O-메틸화를 모두 안내 할 수 있다는 점에서 일반적인 소핵소체 RNA와 다르다. 모든 ScaRNA가 복합 C/D 및 H/ACA box snoRNA는 아니며 대부분의 ScaRNA는 소핵소체 RNA와 구조적 및 기능적으로 구별 할 수 없으므로 핵소체에서 리보솜 RNA(rRNA)의 변형을 지시한다.

## 초파리 ScaRNA
여러 연구에서 초파리에 대한 ScaRNA를 확인했다. 연구 중 하나는 여러 초파리 ScaRNA가 Cajal Body가 없는 돌연변이 파리의 핵질에서 똑같이 기능 할 수 있음을 보여주었다. 추가 연구에 따르면 ScaRNA pugU6-40은 CB가 아닌 핵소체에서 변형이 발생하는 U6 소핵 RNA를 표적으로 하고, pugU1-6 및 pug U2-55는 2개의 RNA : snRNA 및 28s 리보솜 RNA를 안내한다.

## Small Cajal Body 특이적 RNA 1
분자생물학에서 Small Cajal Body 특이적 RNA 1 (ScaRNA1 또는 ACA35)은 Cajal Body에서 발견되는 소핵 RNA이며 잔기 U89에서 U2 스플라이소솜 RNA의 pseudouridylation에 관여하는 것으로 여겨진다.
ScaRNA1은 단백질로 번역되지 않는 유전자의 기능적 산물인 비암호화 RNA이다. 이러한 RNA 분자는 일반적으로 중요한 2차 구조 또는 리간드 결합 모티프를 포함하며 세포에서 많은 중요한 생물학적 과정에 관여한다.
ScaRNA1은 예측된 헤어핀-힌지-헤어핀-꼬리 구조, 보존된 H/ACA 박스 모티프를 가지며 GAR1 단백질과 관련된 것으로 발견되기 때문에 소핵소체 RNA의 H/ACA 박스 클래스에 속한다.